# 网络广告代理商
網路廣告代理商，又稱為網絡廣告公司，是指提供網絡廣告發佈平台的公司，這些公司通常也提供社交網路服務，或者和瀏覽量高的網站合作。
大型公司的广告网络有Google AdSense、淘宝联盟以及ValueClick等.